# Paratrea plebeja
Paratrea plebeja este o specie de molie din familia Sphingidae, singura din genul Paratrea. Este întâlnită în Statele Unite, în Great Plains. 
Larvele au ca principală sursă de hrană speciile Campsis radicans, Tecoma stans și Tecomaria capensis.